# مرعي الشوابكة
مرعي الشوابكة، ممثل أردني .

## عن حياته
كانت بدايته عام 2006 من خلال المشاركة بمسلسل (رأس غليص)، لتتوالى أعماله بعدها والتي من أبرزها (أبو جعفر المنصور، نمر بن عدوان).

## من أعماله

### المسلسلات
- نمر بن عدوان
- رأس غليص (الجزء الأول)
- أبو جعفر المنصور

## روابط خارجية
- مرعي الشوابكة على موقع قاعدة بيانات الأفلام العربية